# Morris Marina
De Morris Marina (fabrieksaanduiding BMC ADO28) is een automodel dat van april 1971 tot oktober 1980 werd geproduceerd door  British Leyland Motor Corporation (BLMC). Na een facelift in de herfst van 1980 werd de auto tot eind 1984 als Morris Ital verkocht. De technische basis was tot het laatst de Morris Minor van 1948.

## Geschiedenis
Na de fusie van British Motor Holdings (BMH), Rover en Leyland Motors tot de BLMC werden de verantwoordelijken met dalende verkopen geconfronteerd. De technisch vooruitstrevende BMC ADO16-modellen (onder andere Austin 1100) werden gekocht door particulieren maar bij zakelijke gebruikers domineerde de eenvoudige Ford Cortina. BLMC kon daar geen eigen model tegenover plaatsen. Om de ontwikkeling van een soortgelijke auto te versnellen, moesten bestaande componenten worden gebruikt. Wanneer BLMC serieus wilde concurreren met de Ford Cortina mocht de Marina in geen geval duurder zijn. Daarom was technische basis afgeleid van de Morris Minor van 1948 en kwam de transmissie van de Triumph Dolomite. Het gebruik van onderdelen van verschillende oudere modellen had een ongunstig effect op de productiecapaciteit en verhoogde de kosten. De Marina was slechts bedoeld als tijdelijke oplossing en zou in 1977 moeten worden vervangen door een nieuwe ontwikkeling. Na een ontwikkelingstijd van 18 maanden werd de auto geïntroduceerd en uitsluitend verkocht onder de merknaam Morris.
Hoewel het uiterlijk met de tijdgeest overeenkwam, was de auto al bij de lancering technisch verouderd. De ophanging met dubbele draagarmen aan de voorkant (de constructie met hefboomschokbrekers als bovenste draagarmen werd overgenomen van de Morris Minor) en de aangedreven starre achteras met bladveren paste niet bij de grotere auto en was ontoereikend afgesteld. De Marina kreeg dan ook vooral kritiek vanwege zijn sterke onderstuur. Dit probleem werd aangepakt met modelwijzigingen.
De Marina was er als tweedeurs coupé, vierdeurs sedan, vijfdeurs stationwagen (Estate) en in twee bedrijfswagenuitvoeringen: pick-up en bestelwagen (Van). Het model werd in Australië (van 1972 tot 1975) en in Zuid-Afrika (van 1975 tot 1978) als Leyland Marina geproduceerd en verkocht en ook voorzien van andere motoren (waaronder een 2,6 liter motor).

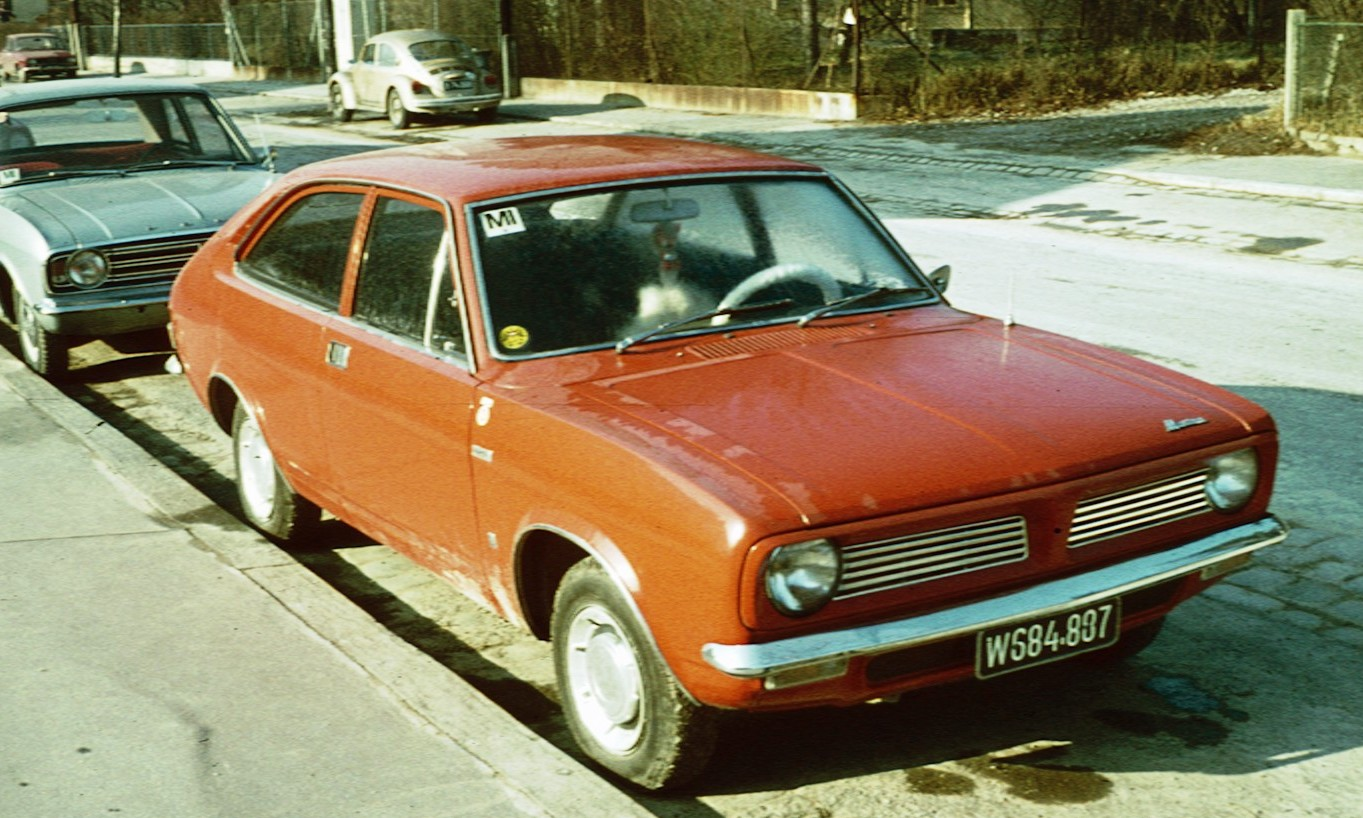
Morris Marina Coupé (1973)
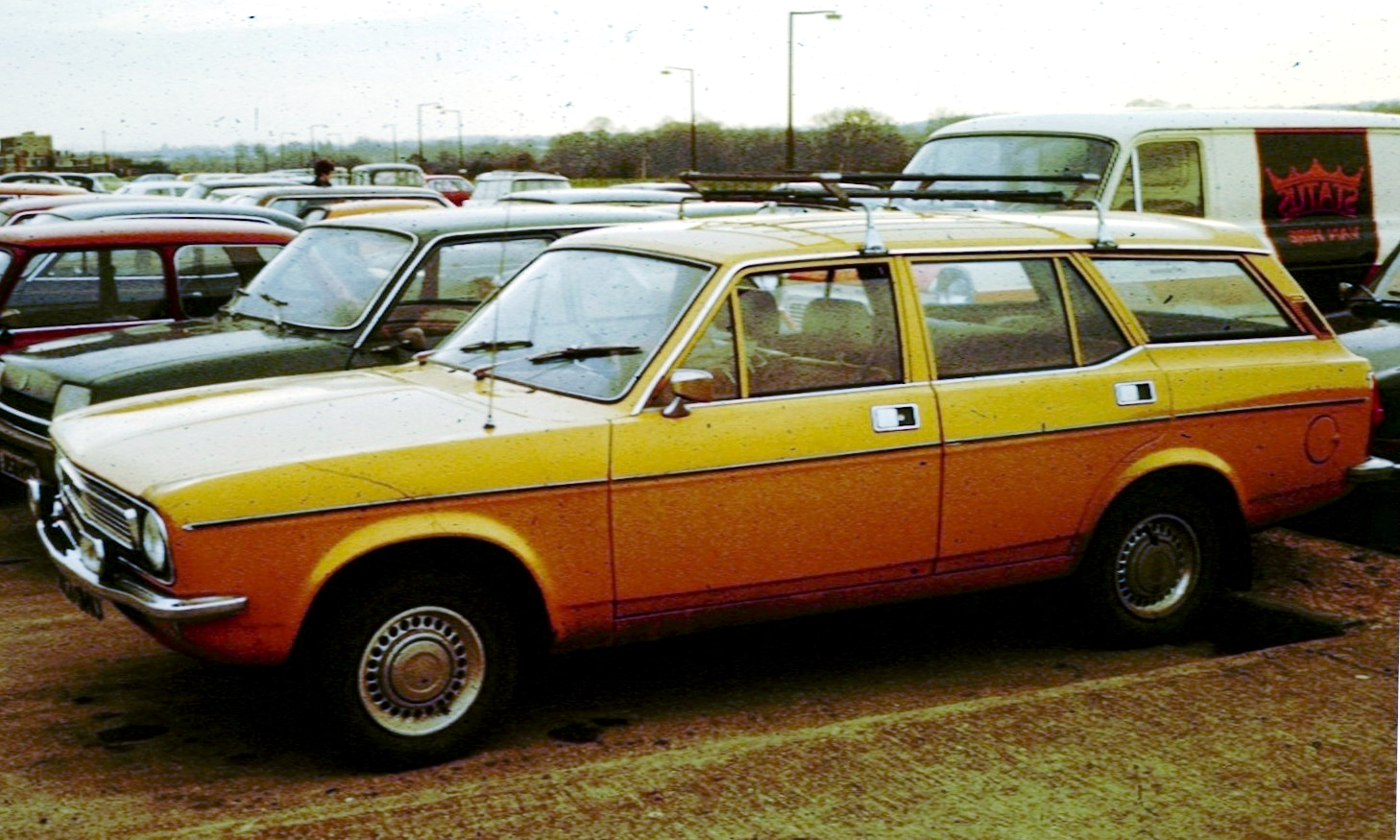
Morris Marina Estate (1976)
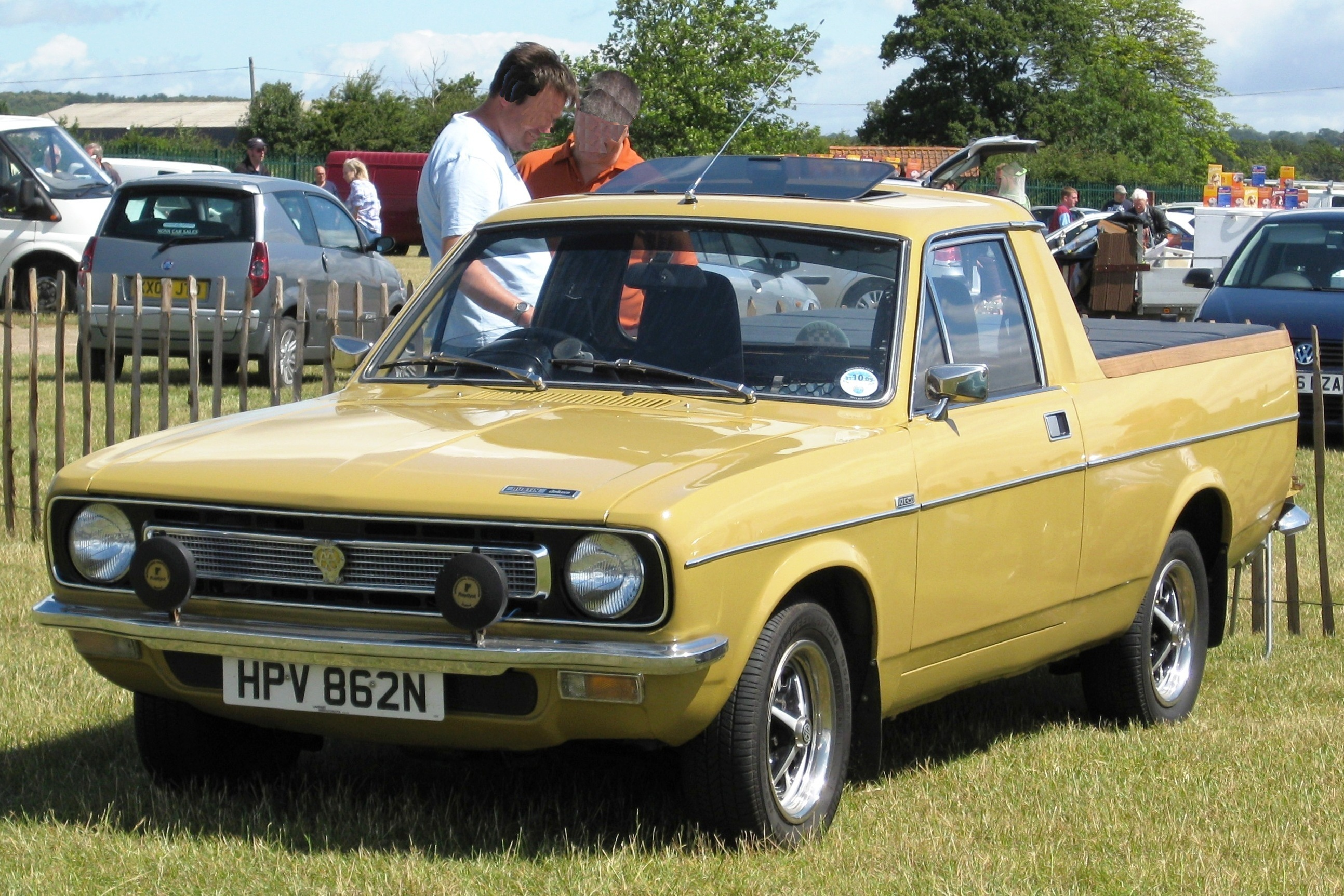
Morris Marina Pick-up (1975)

### Facelifts en opvolging
Vanwege de geplande nieuwe ontwikkeling werd het model aanvankelijk uiterlijk ongewijzigd verder ontwikkeld. Eind 1975 werd de Marina licht gewijzigd. De ontwikkeling van de opvolger met de codenaam ADO77 begon in 1974 maar toen BLMC het jaar daarop faillissement moest aanvragen, werden de werkzaamheden aan de ADO77 stopgezet. In plaats daarvan kreeg de Marina met het oog op de beperkte middelen aanvankelijk alleen nieuwe motoren.
In de loop van 1979 werden de Marina's die tot dan toe een 1,8 motor hadden, uitgerust met de 1,7 motor van de Princess. Uiterlijk waren de vernieuwde modellen (ook de 1,3) onder andere herkenbaar aan de tweedelige spoiler onder de voorbumper, vernieuwde buitenspiegels, bumpers met geïntegreerde richtingaanwijzers en gewijzigde achterlichten.
In oktober 1980 kreeg de Marina een omvangrijke facelift die ten onrechte aan Giorgetto Giugiaro wordt toegeschreven, evenals een nieuwe naam: Morris Ital. Maar de Ital kon met zijn verouderde techniek niet op tegen de Cortina of de Vauxhall Cavalier uit die tijd. Eind 1984 werd de productie gestaakt.
Als geen andere auto zijn de Morris Marina en de gelijktijdig ontworpen Austin Allegro in het Verenigd Koninkrijk (en niet alleen daar, de belangrijkste exportmarkten hadden al langere tijd te kampen met dalende verkopen) synoniem geworden voor slechte of sterk wisselende bouwkwaliteit, verouderde techniek, te lange productietijd en kortzichtige managementbeslissingen. Dit alles was verantwoordelijk voor het grote imagoprobleem van de Britse auto-industrie. De Marina (en Ital) was het laatste model onder de naam Morris, de stille dood van de ooit zo gewaardeerde merknaam was bezegeld.
De begin 1984 geïntroduceerde Austin Montego kan worden beschouwd als de opvolger van de Marina en Ital.

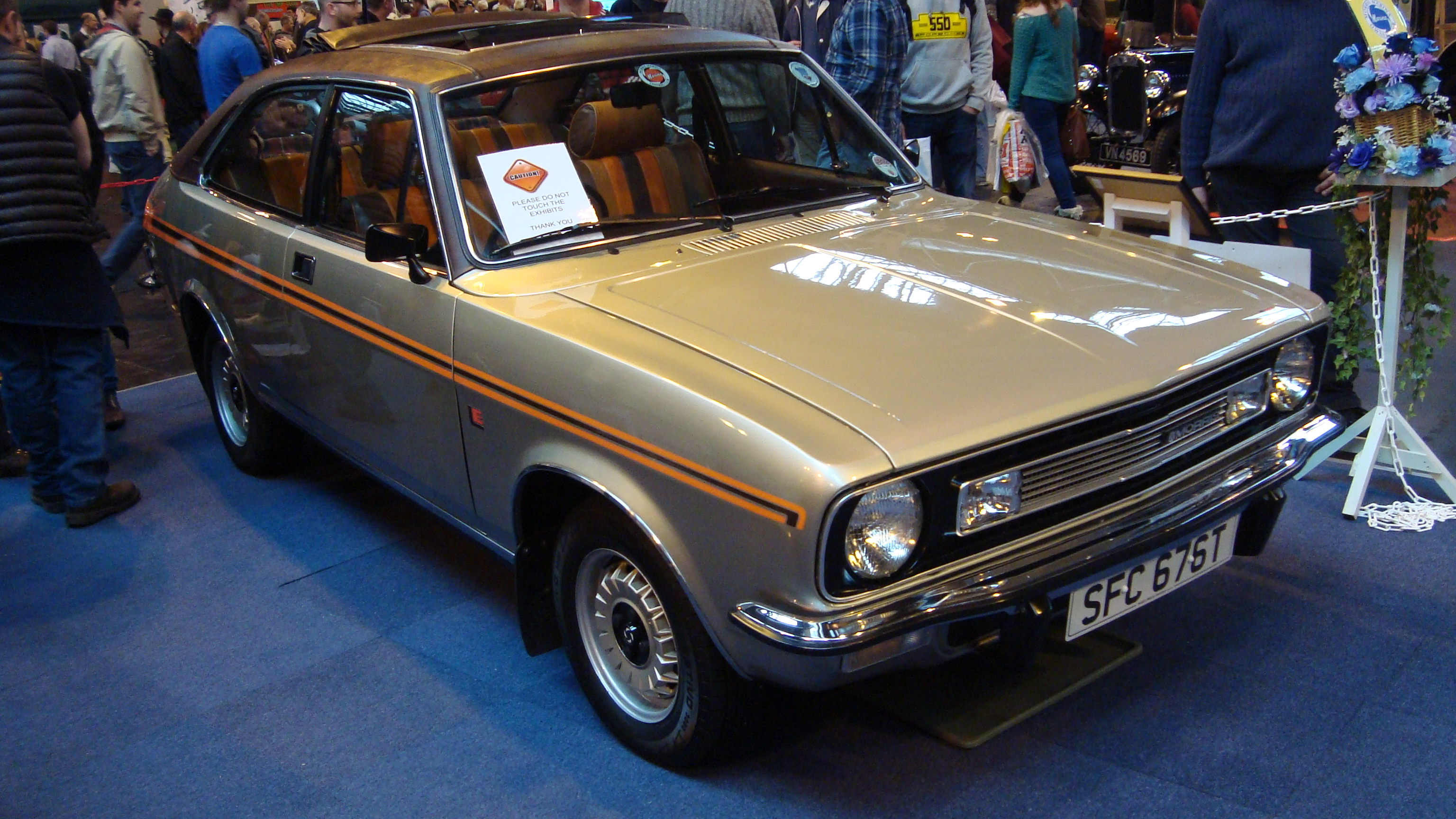
Morris Marina Coupé (1979)
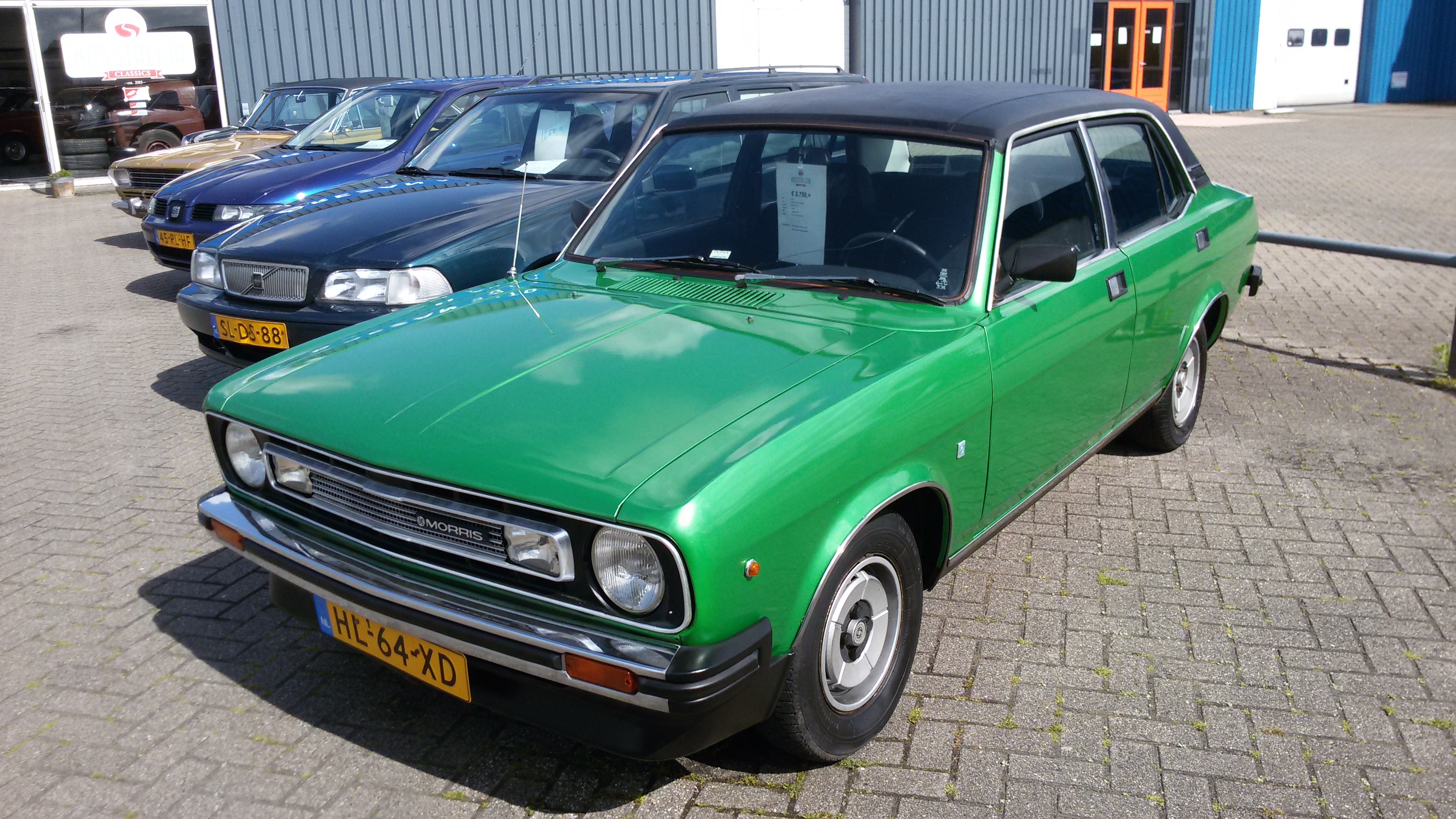
Morris Marina 1704 HL (1980, kenteken 1982)
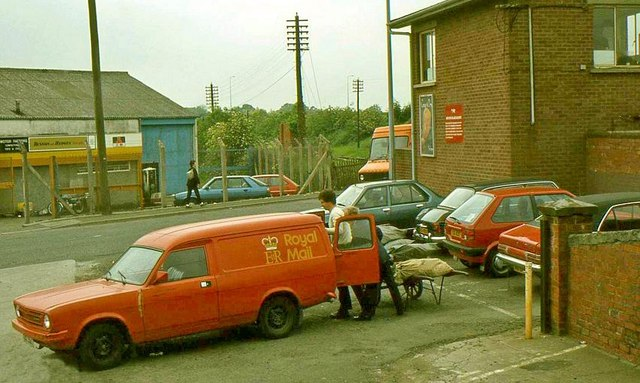
Morris Marina Van (Royal Mail)

### Mumford Marina Convertible

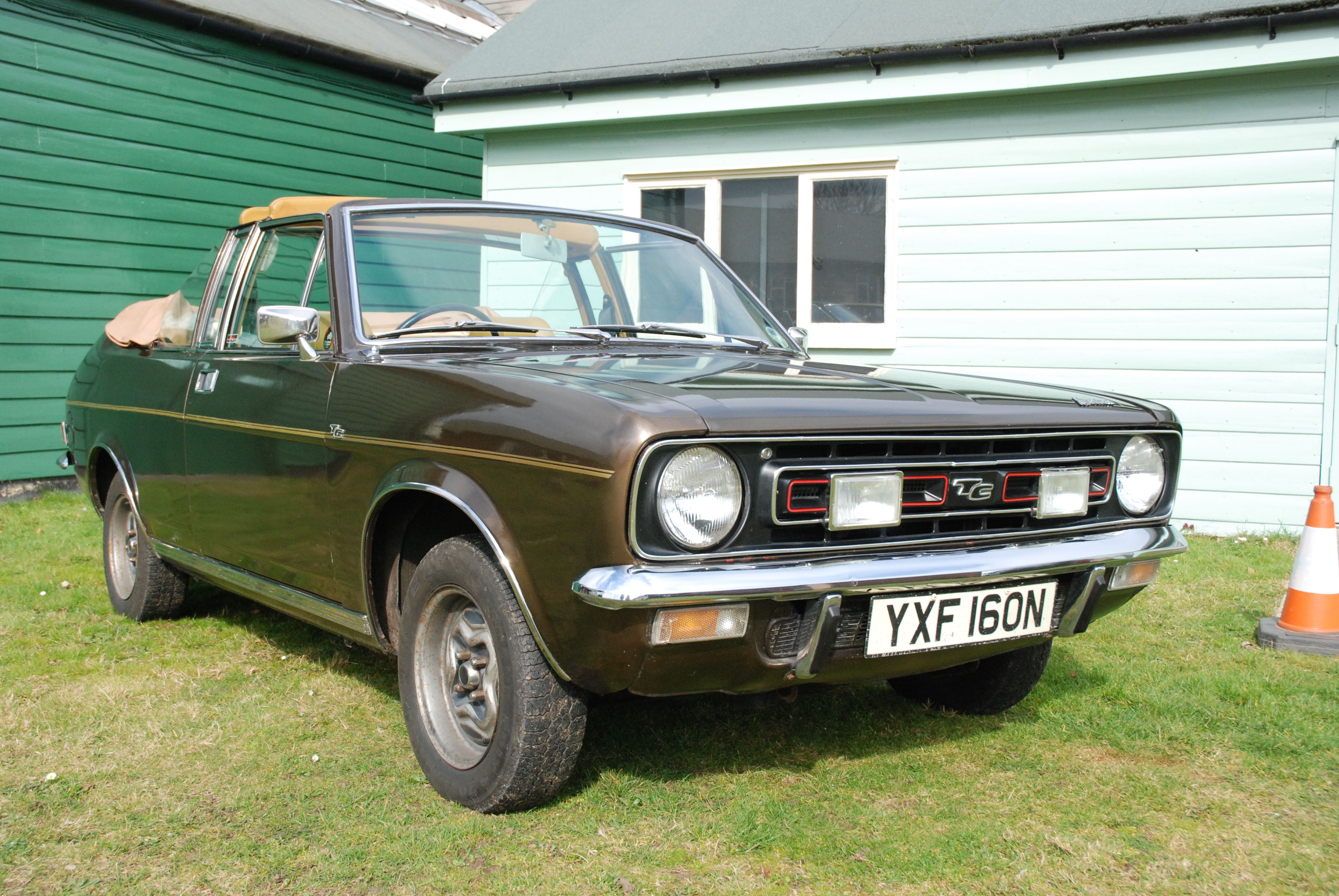
Mumford Marina Convertible (1974)

De Britse carrosseriebouwer Crayford Engineering produceerde vanaf 1974 in opdracht van de in Plymouth gevestigde BLMC-dealer W. Mumford Ltd. een tweedeurs Marina cabriolet op basis van de Marina coupé en verkocht deze als Mumford Marina Convertible.
De auto had vier volwaardige zitplaatsen doordat de achterbank van de standaard Marina ongewijzigd werd overgenomen. Om de carrosserie te stabiliseren, monteerde Crayford een brede rolbeugel waarin kleine zijramen waren geïntegreerd. Achter de rolbeugel bevonden zich andere zijramen die met de hand konden worden verzonken. De zijlijn maakte door deze sterke onderverdeling van de ramen als geheel een onrustige indruk. De kap moest met de hand worden bediend, in gesloten toestand volgde de cabrioletkap de daklijn van de tweedeurs coupé.